# Woodton
Woodton is een civil parish in het bestuurlijke gebied South Norfolk, in het Engelse graafschap Norfolk met 482 inwoners.